# Władysław Górzyński
Władysław Górzyński, właśc. Adolf Grünberg (ur. 20 maja 1887 w Krakowie, zm. 3 maja 1966 w Szczecinie) – polski dyrygent, kompozytor i skrzypek. 

## Życiorys
Urodził się w rodzinie Józefa Grünberga, skrzypka w orkiestrze Johanna Straussa syna, i Malki (Amalii) z Kesslerów. Miał dwóch braci – Tadeusza, skrzypka i kompozytora muzyki filmowej, oraz Zdzisława, dyrygenta. Kształcił się w Konserwatorium Krakowskiego Towarzystwa Muzycznego, a następnie uczył się dyrygentury u Feliksa Nowowiejskiego. Naukę kontynuował w Lipsku i Berlinie. W Niemczech prowadził również własną orkiestrę. Do Polski powrócił w 1927 roku. Dyrygował i występował w Krakowie, a w 1935 roku przeniósł się do Warszawy, gdzie grał na skrzypcach w Małej Orkiestrze Polskiego Radia, prowadzonej przez swego brata Zdzisława. W okresie międzywojennym nagrywał dla wytwórni „Syrena Rekord”.
Podczas II wojny światowej ukrywał się, a podczas powstania warszawskiego stracił żonę i trzech synów. Po zakończeniu wojny przez krótki czas przebywał w Łodzi, a następnie przeniósł się do Szczecina, gdzie zawodowo związał się z tamtejszą rozgłośnią Polskiego Radia. Tam też powołał do życia Orkiestrę Polskiego Radia, którą dyrygował do jej rozwiązania w 1955 roku. Był jednym z inicjatorów powstania Orkiestry Symfonicznej Robotniczego Towarzystwa Muzycznego, która stała się zaczątkiem powstania Filharmonii Szczecińskiej. Od 1956 roku był członkiem Towarzystwa Miłośników Teatru Muzycznego, z inicjatywy którego powołano Operetkę Szczecińską.
Jako kompozytor tworzył miniatury symfoniczne oraz tanga, walce, polki, marsze i mazury, z których część poświęcił Szczecinowi i Pomorzu Zachodniemu (W naszym Szczecinie, Nad brzegiem Odry, Na Wałach Chrobrego). 
W 1956 roku otrzymał nagrodę Prezydium Rady Narodowej w Szczecinie.
Zmarł w Szczecinie, pochowany na cmentarzu Centralnym (kwatera 37B-20-1).

## Ordery i odznaczenia
- Krzyż Kawalerski Orderu Odrodzenia Polski (1954)[4]
- Złoty Krzyż Zasługi (1947)[5]
- Medal 10-lecia Polski Ludowej (1955)[6]